# Stormwitch
Gli Stormwitch sono un gruppo musicale power metal tedesco formatosi nel 1979.

## Storia
Il gruppo nacque con il nome "Lemon Sylvan" nel 1979 presso Heidenheim an der Brenz. Il nome venne cambiato nel 1981.

## Formazione

### Formazione attuale
- Andy Mück - voce (1979–1994, 2002–presente)
- Jürgen Wannenwetsch - basso (1981–1983, 2005–presente)
- Ralf Rieth "Stoney Spitznagel" - chitarra (2010–presente)
- Marc Scheunert - chitarra (2010–presente)
- Peter "Lancer" Langer - batteria (1983–1994, 2012-presente)

### Ex componenti
Chitarra
- Steve Merchant (Stefan Kauffman) (1979–1989)
- Lee Tarot (Harald Spengler) (1979–1989)
- Wolf Schludi (1989)
- Damir Uzunovic (1991–1994)
- Joe Gassmann (1991–1992)
- Robert ``Robby`` Balci (1992-1994, live only)
- Martin Winkler (2002–2004)
- Fabian Schwarz (2002–2004)
- Oliver Weislogel (2004-2005)

Tastiere
- Alex Schmidt (2002–2004)
- Andrew Roussak (2004–2005)

Basso
- Ronny "Pearson" Gleisberg (1983–1986)
- Andy "Hunter" Jäger (1987–1989)
- Martin Albrecht (1990–1994)
- Dominik Schwarz (2002–2004)

Batteria
- Marc Oppold (2002–2004)
- Michael Blechinger (2004–2005)
- Harry Reischmann (2010–2011)
- Stefan Köllner (2011–2012)

## Discografia

### Album in studio
- 1984 - Walpurgis Night
- 1985 - Tales of Terror
- 1986 - Stronger than Heaven
- 1987 - The Beauty and the Beast
- 1989 - Eye of the Storm
- 1992 - War of the Wizards
- 1994 - Shogun
- 2002 - Dance with the Witches
- 2004 - Witchcraft
- 2015 - Season of the Witch

### Split
- 1984 - 1. Rock-Fabrik Festival '84

### Live
- 1989 - Live in Budapest

### Compilation
- 1986 - Stronger than Heaven/Walpurgis Night
- 1992 - The Best Of
- 1998 - Priest of Evil
- 2008 - Call of the Wicked

### Singoli
- 1989 - Heart of Ice